# 埃爾德維爾 (伊利諾伊州)
埃爾德維爾（英語：Elderville）是位於美國伊利諾伊州漢考克縣的一個非建制地區。該地的面積和人口皆未知。

## 地理
埃爾德維爾的座標為40°19′49″N 91°17′41″W / 40.33028°N 91.29472°W，而該地的平均海拔高度為204米（即669英尺）。